# Dieter Gogg
Dieter Gogg (* 15. April 1938 in Leoben; † 2. August 2000 in Graz) war ein österreichischer Kabarettist, Komponist, Schriftsteller, Chansonnier, Drehbuch- und Hörfunk-Autor.

## Leben
Gogg studierte Klavier und Komposition am Konservatorium der Stadt Klagenfurt und gewann einen Jugend-Kompositionswettbewerb. 1954 bis 1956 leitete er eine Jazzcombo, 1958 gründete er mit Kuno Knöbl, Gerhard Steffen, Udo Simonitsch und anderen Kommilitonen das Studentenkabarett „Der Würfel“, wo er als Komponist, Autor und Klavierbegleiter tätig war. Daneben schrieb er 1960/61 eine wöchentliche Glosse in der „Kleinen Zeitung“ sowie Chansons für den Österreichischen Rundfunk.
1961 ging er mit dem „Würfel“ nach Wien und wurde nach einem Gastspiel am „Neuen Theater am Kärntnertor“ von dessen Direktor Gerhard Bronner engagiert (1961 bis 1963). Bronners Haus-Ensemble bestand neben Gogg aus Eva Pilz, Is Franke, Miriam Dreifuss, Gerhard Steffen, Erich Frank, Felix Dvorak, Kuno Knöbl, Peter Orthofer und Peter Lodynski. Ab 1963 war er Autor, Komponist und Klavierbegleiter des neuen „Würfel“ im Wiener Café Savoy. Das Programm „Verschlampt in alle Ewigkeit“ wurde 180-mal vor ausverkauftem Haus gespielt. Daneben arbeitete er als Korrepetitor am Wiener Volkstheater, verfasste eine wöchentliche Glosse für die Tageszeitung „Neues Österreich“, schrieb zusammen mit Hugo Wiener und Peter Lodynski Fernsehdrehbücher für ORF und ZDF und verfasste u. a. Text und Musik für die Grazer Kabarettensembles „Die Tellerwäscher“ und „Der Hammer“.
Ab 1966 lebte Gogg in Graz als Texter, Komponist, Klavierbegleiter und Regisseur für das ORF-Landesstudio, sowie als Texter und Komponist für Wiener und Grazer Kabaretts; seit 1986 war er Autor, Komponist und Interpret am Klavier für „Die Gal(l)eristen“ bzw. „Kabarett in der Galerie Moser“, in den 1990er Jahren trat er überdies im „Kabarett im Landhauskeller“ auf. Für die Kabarett-Produktionen des Grazer Schauspielhauses „Doppelt bellt besser“ (1992) und „Pfützen der Gesellschaft“ (1993) schrieb er Text und Musik.
Gogg erdachte zahlreiche Drehbücher für TV-Produktionen („Muliar-Show“, „Guten Abend am Samstag“, „Jahrmarkt“, „Cabaret – Cabaret“ u. v. a.) sowie Beiträge für das Hörfunkmagazin „Hörbar“ des WDR und komponierte den Liederzyklus „Lieder aus Theresienstadt“. 1982 erschien das Buch „Nur wer das Fernsehen kennt (Wahre Satiren und Satirische Wahrheiten)“ im Styria-Verlag. Zwischen 1971 und 2000 verfasste Dieter Gogg eine tägliche Kurzglosse als „Amanda Klachl“ in der „Kleinen Zeitung“, die ihn überregional populär und beliebt machte. Dieter Gogg starb nach längerer Krankheit am 2. August 2000 im Alter von 63 Jahren in Graz.
Dieter Gogg war seit 1972 Mitglied der Freimaurerloge Die Brücke.
2004 erschien posthum die CD »Gestatten? Amanda Klachl – mein Mädchenname« (Golden Triad) mit den beliebtesten Kabarett-Chansons Dieter Goggs. 2008 erschien ein gleichnamiges Buch mit bisher unveröffentlichten Texten und einer Auswahl von »Amanda Klachl«-Glossen, herausgegeben von Oliver Graf.

## Familiäres
Dieter Goggs Sohn Moritz Gogg ist Opernsänger und Intendant. Seine Tochter Sibylle Gogg ist freiberufliche Schauspielerin und lebt in Berlin.
Dieter Gogg war seit 1972 mit Helga Gogg, geb. Spener verheiratet.

## Schriften
- Nur wer das Fernsehen kennt (Wahre Satiren und Satirische Wahrheiten). Styria, Graz 1982, ISBN 3-222-11412-9.
- Gestatten? Amanda Klachl – mein Mädchenname. Kabarett-Chanson CD. Golden Triad, Wien 2004.
- Gestatten? Amanda Klachl – mein Mädchenname. Das Dieter Gogg-Buch. Herausgegeben von Oliver Graf. Books on Demand, Norderstedt 2008, ISBN 978-3-8370-6287-8.

## Auszeichnungen
- 1998: Großes Goldenes Ehrenzeichen des Landes Steiermark